# Mohamed Sherif
Mohamed Sherif Mohamed Ragaei Bakr (ar. محمد شريف محمد راجي بكر; ur. 4 lutego 1996) – egipski piłkarz grający na pozycji lewoskrzydłowego. Od 2018 jest zawodnikiem klubu Al-Ahly Kair.

## Kariera klubowa
Swoją piłkarską karierę Sherif rozpoczął w klubie Wadi Degla SC. W sezonie 2014/2015 stał się członkiem pierwszego zespołu i w 2015 roku zadebiutował w jego barwach w pierwszej lidze egipskiej. W Wadi Degla grał do stycznia 2018.
W styczniu 2018 roku Sherif przeszedł do Al-Ahly Kair. Swój debiut w nim zanotował 2 sierpnia 2018 w zremisowanym 1:1 domowym meczu z Ismaily SC. Wraz z Al-Ahly wywalczył dwa mistrzostwo Egiptu w sezonach 2017/2018 i 2018/2019, wicemistrzostwo w sezonie 2020/2021 i wygrał Ligę Mistrzów w sezonie 2020/2021. W finałowym meczu z Kaizer Chiefs FC, wygranym przez Al-Ahly 3:0, strzelił gola. W maju 2021 zdobył Superpuchar Afryki za sezon 2019/2020 (strzelił gola w zwycięskim 2:0 meczu z Renaissance Berkane), a w grudniu 2021 sięgnął znów po to trofeum, tym razem za sezon 2020/2021. W sezonie 2020/2021 z 20 golami został królem strzelców egipskiej pierwszej ligi. W tym samym sezonie został również królem strzelców w Lidze Mistrzów strzelając 6 goli.
Latem 2019 Sherif został wypożyczony z Al-Ahly do ENPPI Club, w którym zadebiutował 21 września 2019 w przegranym 0:4 wyjazdowym meczu z Pyramids FC. W ENPPI grał przez rok.
| Sezon   | Klub          | Kraj  | Rozgrywki                   | Mecze | Gole |
| ------- | ------------- | ----- | --------------------------- | ----- | ---- |
| 2014/15 | Wadi Degla SC | Egipt | Ad-Dauri al-Misri al-Mumtaz | 2     | 0    |
| 2015/16 | Wadi Degla SC | Egipt | Ad-Dauri al-Misri al-Mumtaz | 21    | 2    |
| 2016/17 | Wadi Degla SC | Egipt | Ad-Dauri al-Misri al-Mumtaz | 19    | 1    |
| 2017/18 | Wadi Degla SC | Egipt | Ad-Dauri al-Misri al-Mumtaz | 19    | 2    |
| 2017/18 | Al-Ahly Kair  | Egipt | Ad-Dauri al-Misri al-Mumtaz | 3     | 0    |
| 2018/19 | Al-Ahly Kair  | Egipt | Ad-Dauri al-Misri al-Mumtaz | 6     | 2    |
| 2019/20 | ENPPI Club    | Egipt | Ad-Dauri al-Misri al-Mumtaz | 30    | 14   |
| 2020/21 | Al-Ahly Kair  | Egipt | Ad-Dauri al-Misri al-Mumtaz | 31    | 20   |

## Kariera reprezentacyjna
W reprezentacji Egiptu Sherif zadebiutował 17 listopada 2020 w wygranym 3:1 meczu kwalifikacji do Pucharu Narodów Afryki 2021 z Togo, rozegranym w Lomé. W debiucie strzelił gola. W 2022 roku został powołany do kadry na Puchar Narodów Afryki 2021. Na tym turnieju rozegrał cztery mecze: grupowe z Nigerią (0:1) i z Gwineą Bissau (1:0), w 1/8 finału z Wybrzeżem Kości Słoniowej (0:0, k. 5:4) i półfinałowy z Kamerunem (0:0, k. 3:1).